# Montegrosso Pian Latte
Montegrosso Pian Latte este o comună din regiunea Liguria, Italia.

## Galerie

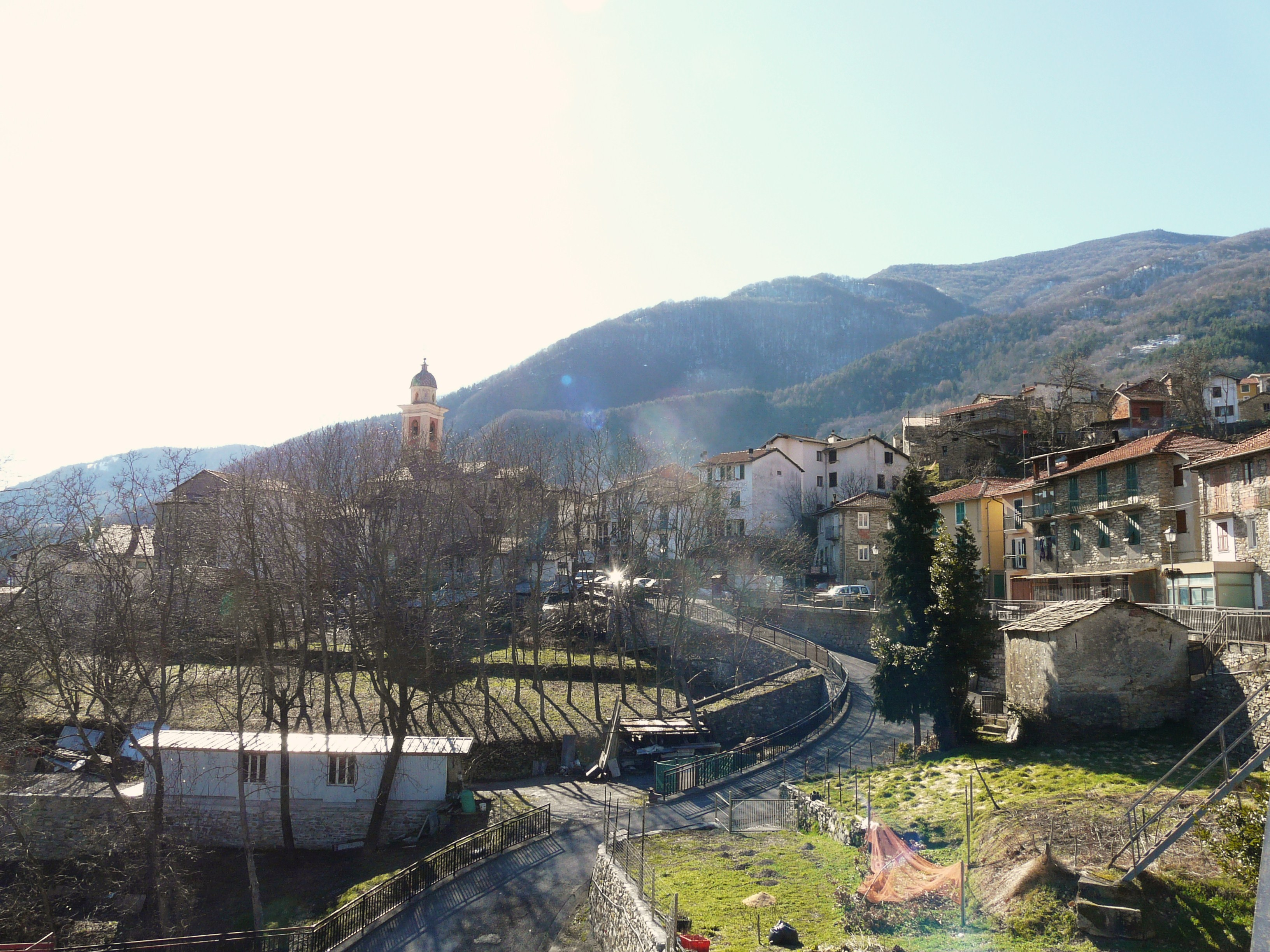
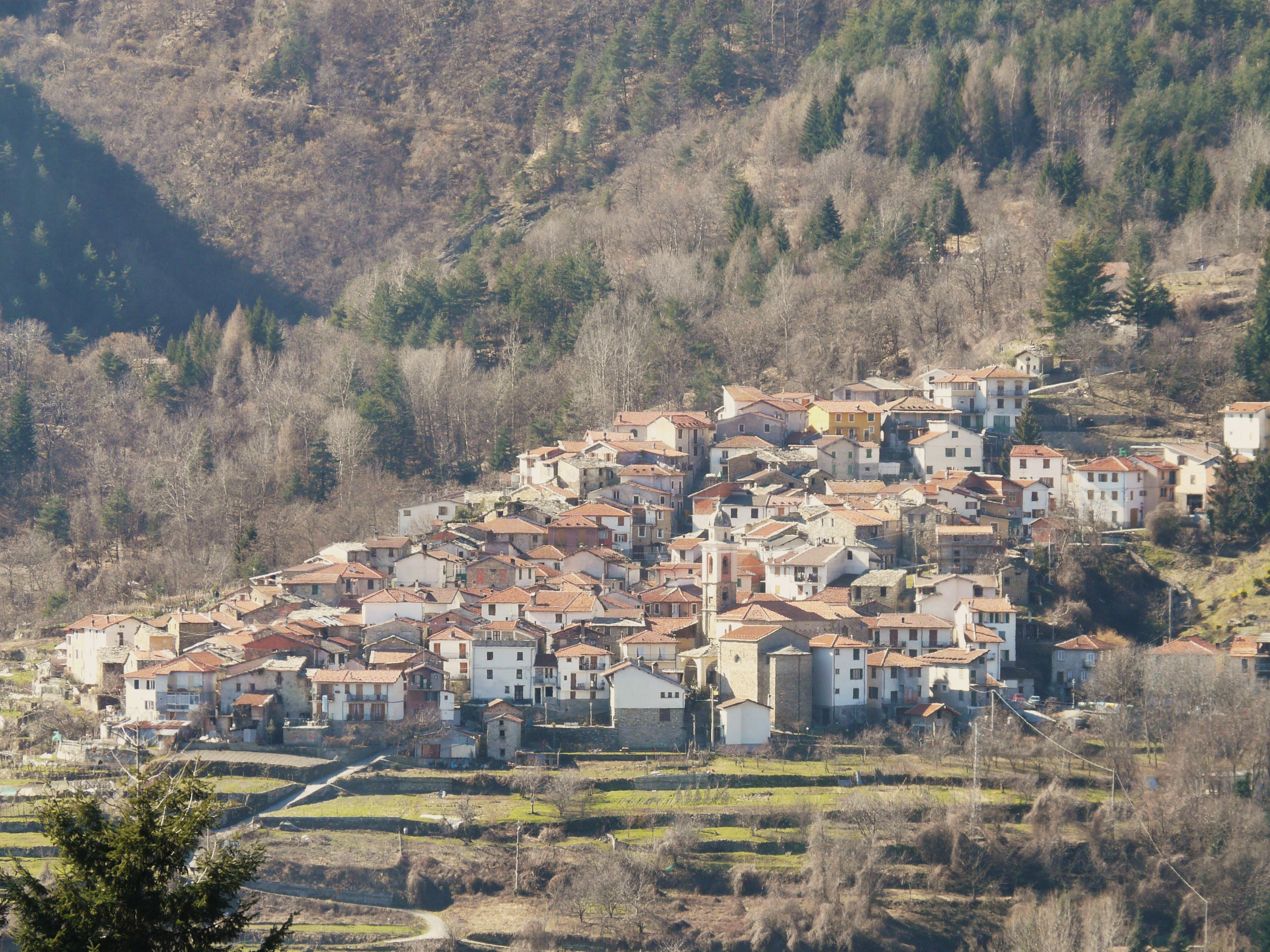

Poziția în provincia Imperia

## Demografie
Montegrosso Pian Latte - evoluția demografică

|  | Graficele sunt indisponibile din cauza unor probleme tehnice. Mai multe informații se găsesc la Phabricator și la wiki-ul MediaWiki. |

Date: Recensăminte sau birourile de statistică - grafică realizată de Wikipedia